# Mother's Little Helper
Singles de The Rolling Stones
Paint It, Black
(1966) Have You Seen Your Mother, Baby, Standing in the Shadow?
(1966)
Pistes de Aftermath
Stupid Girl
(2)
Mother's Little Helper est une chanson du groupe de rock britannique The Rolling Stones, sortie en single en 1966 et qui parle des conditions de vie des femmes au foyer et des abus de médicaments tranquillisants.

## Historique

### Enregistrement
Composée en partie lors de la quatrième tournée américaine des Rolling Stones (d'octobre à décembre 1965), Mother's Little Helper fut enregistrée lors des premières sessions de l'album Aftermath, du 3 au 8 décembre 1965, aux studios de RCA Records (Hollywood).
L'enregistrement ayant été réalisé en stéréo, l'instrumentation diffère entre les plages droite et gauche.
| Instrument                   | Gauche         | Droite         |
| ---------------------------- | -------------- | -------------- |
| Chant                        | Mick Jagger    | Mick Jagger    |
| Chœurs                       | Keith Richards | Keith Richards |
| Guitare acoustique           | Keith Richards |                |
| Guitare électrique 12 cordes |                | Brian Jones    |
| Guitare basse                | Bill Wyman     |                |
| Batterie                     | Charlie Watts  |                |

### Parution et réception
Ce titre fut commercialisé pour la première fois en ouverture de la version britannique de l'album Aftermath (sorti le 15 avril 1966) mais fut retiré de la version américaine de l'album au profit du tube du moment, Paint It Black.
Mother's Little Helper parut cependant en Amérique du Nord sous la forme d'un simple, avec le titre Lady Jane en face B, sorti le 2 juillet 1966, jour où les Stones donnaient un concert à Forest Hills (Queens, dans le cadre de leur cinquième tournée nord-américaine). Ce deuxième simple américain du groupe ne réussit qu'à atteindre la huitième place des classements aux États-Unis, la première place étant à cette époque acquise à Frank Sinatra, au chanteur américain Tommy James, ou encore au groupe britannique The Troggs.
En tout le simple, dont la pochette est la même que celle de la version américaine d'Aftermath, resta tout de même neuf semaines dans le classement.
Enfin le titre fut publié sur l'album américain Flowers (juillet 1967), regroupant entre autres des titres issus des sessions d'Aftermath. Depuis, Mother's Little Helper fut intégrée à quelques compilations du groupe, ce titre restant un des plus connus d’Aftermath avec Under My Thumb et Paint It Black.
En concert, Mother's Little Helper fut interprétée après sa sortie, c'est-à-dire lors de la tournée de septembre-octobre 1966 en Grande-Bretagne puis fut rapidement éliminée des shows, pour ne plus jamais être réinterprétée.

### Albums des Rolling Stones où apparaît la chanson
- 1966 : Aftermath (version originale)
- 1967 : Flowers (version de 1966 compilée)
- 1969 : Through the Past, Darkly (Big Hits Vol. 2) (version de 1966 compilée)
- 1971 : Hot Rocks 1964-1971 (version de 1966 compilée)
- 1989 : Singles Collection - The London Years (version de 1966 compilée)
- 2002 : Forty Licks (version de 1966 compilée)
- 2004 : Singles 1965-1967 (version de 1966 compilée)

## Analyse

### Étude des paroles
Dans ses paroles cette chanson évoque l'abus de Valium (surnommé « mother's little helper »), un tranquillisant de la famille des benzodiazépines qui fut développé dans les années 1960 et qui fut commercialisé avec succès depuis lors (bien qu'il entraîne une dépendance) par les mères de famille désespérées qui doivent régler les problèmes de toute leur famille. Elle n'évoque pas seulement une mère qui abuse de ce médicament « Et bien qu'elle ne soit pas malade, il y a une petite pilule jaune. Elle se rue vers le refuge de sa "petite aide aux mères" », mais aussi l'usage courant des drogues dans les années 1960, usage intensifié avec la mode des open-festivals (festivals de plein air), comme le concert des Rolling Stones à Hyde Park en 1969, auquel 200 000 jeunes assistèrent, ou encore le célèbre festival de Woodstock la même année.
Cependant Mick Jagger déclara qu'il y avait une bonne dose d'humour dans l'écriture de cette chanson qui fait d'une sympathique mère de famille des banlieues huppées une véritable droguée (même si ironiquement à l'époque les Stones étaient également consommateurs de drogues, notamment Brian Jones). Cependant, comme tout l'album Aftermath, le thème de cette chanson tourne autour de la vie quotidienne, réellement constatée par les Stones lors de leurs tournées.
Une théorie voudrait que derrière la mère de famille, ce soit Brian Jones que Jagger et Richards critiquent, sa consommation de drogue l'ayant déjà éloigné du groupe à l'époque d'Aftermath.

### Structure musicale
La mélodie est basée sur quelques accords assez folk et sur un riff assez particulier, souvent pris par erreur pour un riff de sitar. Brian Jones créa en fait ce riff en combinant une mandoline et une guitare slide, bien que Keith Richards l'ait souvent attribué à une guitare douze cordes jouée par ses soins.
Le son de basse est particulièrement travaillé sur ce morceau, résultant de la superposition d'une guitare basse, d'une basse fuzz, d'un overdub de basse et enfin d'une guitare acoustique accordée deux tons plus bas que la normale et joué par le musicien de studio Jack Nitzsche. Bill Wyman à la basse effectue d'ailleurs des slides qui lui sont caractéristiques pour les années 1966-1967 et que l'on peut encore entendre sur Paint It, Black ou 19th Nervous Breakdown.

## Reprises notables
Quelques reprises de cette chanson ont été effectuées par d'autres artistes. On peut par exemple citer le groupe belge de new wave Polyphonic Size en 1981, le groupe de hard rock américain Tesla (en 1990), le chanteur belge Arno (2002), le duo franco-allemand Stereo Total (2006), le groupe belge de chansonnettes post-punk René Binamé (2008). En 2005, la chanteuse Liz Phair fait une reprise de la chanson pour la bande son de la série télévisée Desperate Housewives. Enfin lors de la tournée des Aventuriers d'un autre monde de janvier 2007, Mother's Litlle Helper fut interprétée par Jean-Louis Aubert (ex-Téléphone) et Alain Bashung.

## Fiche de production

### Musiciens
- Mick Jagger - chant
- Keith Richards - guitare acoustique, choeurs
- Brian Jones - guitare électrique 12 cordes
- Bill Wyman - basse
- Charlie Watts - batterie

### Équipe de production
- Andrew Loog Oldham - producteur
- Dave Hassinger - ingénieur du son